# Temple de Sumberawan

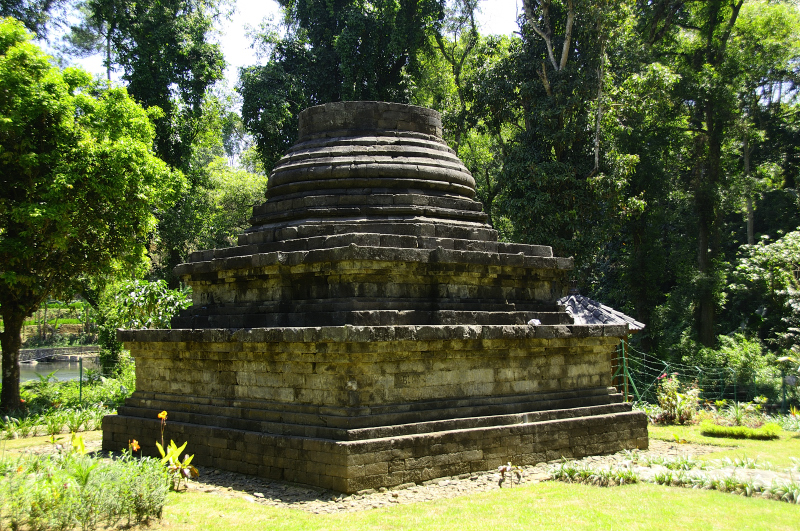
Le temple de Sumberawan

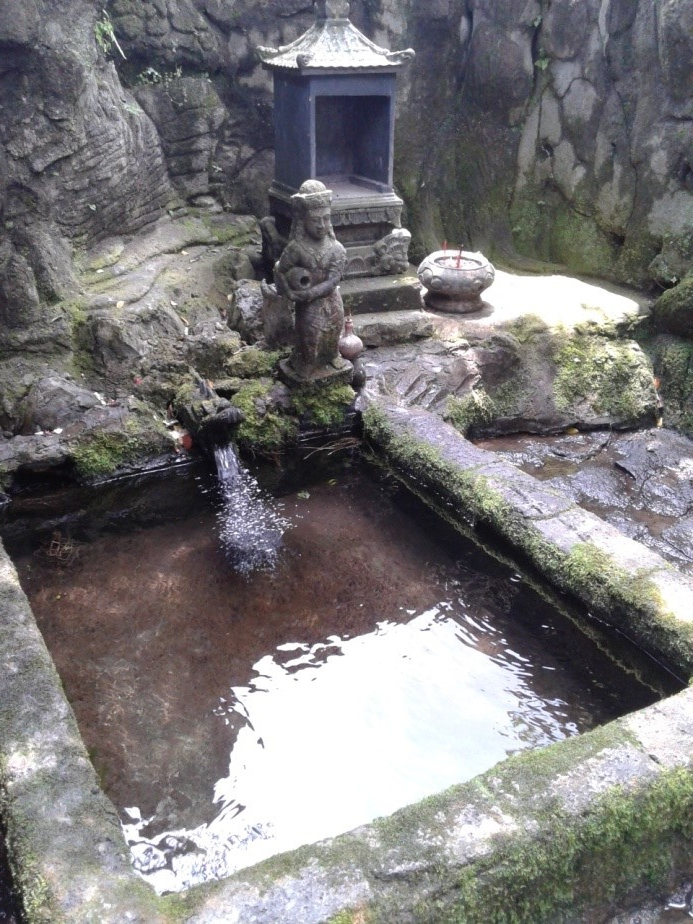
La source du temple de Sumberawan

Le temple de Sumberawan, en indonésien Candi Sumberawan ("temple de la source des nuages") est situé dans la province indonésienne de Java oriental, au nord-est de la ville de Malang, au pied du volcan Arjuna.
Sumberawan est, avec celui de Dadi dans la région de Tulungagung, un des deux de la province à posséder un stûpa bouddhique. Il daterait de la fin du XIVe ou du début du XVe siècle. On l'identifie comme étant le Kasurangganan, ou "jardin des nymphes célestes", mentionné dans le Nagarakertagama (poème épique écrit en 1365) dans une liste de lieux visités par le roi Hayam Wuruk de Majapahit en 1359.
Le temple est situé à environ 1 kilomètre à l'ouest du portail du temple de Singosari, lui-même de rite hindouiste. On l'atteint par un chemin qui traverse des rizières et une rivière, à 500 mètres de la route qui traverse le village de Sumberawan. Le temple est situé près d'une source qui, selon la croyance javanaise, apporte énergie et santé. Des visiteurs y viennent spécialement pour s'y baigner.
Sumberawan est de style bouddhique. Il possède une statue dépourvue d'accessoires. Le corps du temple est constitué de deux parties, une base rectangulaire surmontée d'un stûpa.
Le temple est un lieu de pèlerinage lors du Waisak.

## Sources
- (en) site de East java.com